# Meisuna Alhassan
Meisuna Alhassan (sinh ngày 16 tháng 5 năm 1990 ở Sekondi-Takoradi) là một cầu thủ bóng đá người Ghana. Hiện tại anh thi đấu ở vị trí tiền vệ tấn công cho All Blacks F.C. ở OneTouch Premier League.

## Sự nghiệp
Alhassan bắt đầu sự nghiệp năm 2004 cùng với Liberty Babies FC và 1 năm sau anh tới Thụy Điển để tham gia câu lạc bộ AIK. Sau 1 năm, anh rời câu lạc bộ và ký hợp đồng với Eleven Wise, thi đấu từ 26 tháng 4 năm 2008, sau đó anh gia nhập All Blacks F.C..

## Quốc tế
Anh thi đấu cho U-17 đội tuyển quốc gia Ghana ở Giải vô địch bóng đá U-17 thế giới 2007 ở Hàn Quốc, chơi tổng cộng 3 trận.